# Бубанович, Сильвестар
Сильвестар Бубанович (хорв. Silvestar Bubanović; 13 октября 1754, Грабарак — 14 июня 1810, Крижевцы, Копривницко-Крижевацкая жупания) — хорватский священнослужитель грекокатолической церкви и епископ Крижевцов с 1794 по 1809 год.

## Биография
Родился Сильвестар Бубанович в 1754 году в хорватской деревне Грабарак. Получив образование в Риме, Бубанович переехал в Загреб, где встал во главе одной из городских семинарий. В 1780 году, после основания грекокатолического прихода в Нови-Саде, Бубанович был отправлен туда для закладки в новом приходе первой грекокатолической церкви и ряда приходских зданий. Проведя некоторое время в сане викария Осиекского епископа, Бубанович в 1794 году был посвящён в сан Крижевацкого епископа. Этот титул он занимал вплоть до упразднения Крижевацкой епархии после захвата Хорватии наполеоновскими войсками в 1809 году.